# Anoeta (Guipúscoa)
Anoeta és un municipi de Guipúscoa, al País Basc, situat en la vall mitjana del riu Oria, a 20 km del mar Cantàbric, a 24 km de Sant Sebastià i a 3 km de la capital comarcal, Tolosa. La població compta amb bones comunicacions (autovia N-1 i ferrocarril Irun - Madrid). La principal activitat econòmica és la industrial; existeixen modernes indústries de construccions metàl·liques, dedicades principalment a la maquinària del paper i els seus complements. Amb una jove piràmide d'edat donada la seva recent expansió urbanística, compta amb els principals serveis necessaris (educació, serveis mèdics, bancaris i comercials) i està al costat d'importants poblacions (solament a 3 km de Tolosa i a 9 km d'Andoain, amb centres comercials i administratius. El riu Oria la separa del veí municipi d'Irura. Els seus habitatges es troben dispersos, mancant d'un nucli destacat de població.

## Història
Sent una "Universitat" independent, el 1374 va decidir unir-se a Tolosa, per a posteriorment adquirir el Títol de Vila el 1615. En el nucli antic d'aquest municipi destaca l'Església de Sant Joan Baptista, del segle xvi, amb remodelacions en el XVII i xviii. Compte també la localitat amb la Casa-Torre d'Ateaga, magnífic caseriu amb escut d'armes. Fins a sis membres dels ocupants d'aquest caseriu van servir en la Casa Real. El 1888 la Infanta Eulalia va passar una temporada de descans en aquesta casa; durant aquesta estada va rebre la visita de la Reina Maria Cristina.

## Llocs d'interès
Per a realitzar excursions muntanyenques és recomanable l'ascens al mont Uzturre. En les proximitats de la localitat existeix una creu de pedra llaurada on es duia als nens a aprendre a caminar.

## Festivitats
Les seves festes patronals se celebren el dia del Corpus Christi, també se celebren les de Sant Joan, el 24 de juny.

## Eleccions municipals 2007
Cinc partits van presentar llista en el municipi en les passades eleccions municipals; EAJ-PNB, EAE-ANV, PP, PSE-EE i EB-ARALAR. Els resultats van ser els següents:
- Eusko Abertzale Ekintza - Acció Nacionalista Basca : 606 vots (7 escons)
- Eusko Alderdi Jeltzalea - Partit Nacionalista Basc : 237 vots (2 escons)
- Partit Socialista d'Euskadi - Euskadiko Ezkerra : 42 vots (0 escons)
- Partit Popular : 33 vots (0 escons)
- Ezker Batua - Aralar : 30 vots (0 escons)

Aquestes dades van donar com vencedor a l'actual alcalde del municipi Periko Peñagarikano Labaca, per part d'EAE-ANV, a l'assolir majoria absoluta, aconseguint 7 de les 9 regidories possibles. Les altres dues regidories les va aconseguir EAJ-PNB, mentre que PSE-EE, PP i EB-ARALAR, no van obtenir cap representació en el municipi.

## Persones il·lustres
- Abraham Olano Manzano (1970-), ciclista. Campió del Món, medallista olímpic i guanyador d'una Volta a Espanya.